# Tagliaborsa
Tagliaborsa, detta anche Tagliaborse (Tagghiaùrzi in siciliano), è una frazione del comune di Mascali, nella Città metropolitana di Catania, che si trova in un'isola amministrativa, exclave nel comune di Giarre.

## Storia
Secondo la leggenda il piccolo borgo e la chiesa furono fondati da un terribile brigante di nome Luca, soprannominato appunto Tagliaborse, dopo essersi convertito in seguito all'apparizione della Madonna. La fondazione è ricordata anche da un'epigrafe poco distante dalla chiesa, apposta nel 1982.
In effetti, il luogo era davvero in passato infestato dai briganti che si nascondevano nei fitti boschi, anche perché la strada attuale era la vecchia Catania-Messina, ed era anche sede di un piccolo convento di monaci: i Frati Minori di San Biagio di Acireale e la chiesetta dedicata alla Natività della Beata Vergine Maria era annessa all'ospizio. Costruiti nel '700, chiesa e convento costituivano un punto nevralgico del territorio poiché si trovavano sulla Strada Consolare Valeria a sud di Mascali, in corrispondenza di un'altra antica e importante via di comunicazione che conduceva a Giarre e quindi proseguiva ancora per il centro della Contea di Mascali, la cosiddetta Strata dâ Vaḍḍa.
Dopo lo smembramento della contea nel 1815, Tagliaborsa rimase nel territorio di Mascali e andò a costituire un'exclave in territorio di Giarre.
La chiesetta del paese fu elevata a parrocchia autonoma nel 1949.
Negli ultimi decenni del XX secolo l'urbanizzazione si è estesa verso sud, in territorio di Giarre dove l'abitato si è ampliato in località Coste, altrimenti detta Tagliaborsa di Giarre.